# 1991-es női labdarúgó-Európa-bajnokság
Az 1991-es női labdarúgó-Európa-bajnokság négyes döntőjét Dániában rendezték július 10-e és 14-e között. Az NSZK-ként címvédő német csapat nyerte a tornát. Ez volt a negyedik női labdarúgó Eb, azonban a korábbi hármat még női labdarúgó-válogatottak európai tornája néven rendezték.

## Selejtezők
Az Európa-bajnokság selejtezője egyben az 1991-es női labdarúgó-világbajnokság selejtezője is volt.

## Eredmények
A selejtezőből négy csapat jutott ki a tornára. Az elődöntő győztesei játszották a döntőt, a vesztesek a bronzéremért mérkőzhettek.

### Elődöntők
|  |

| Norvégia      | 0–0 (h. u.) | Dánia |
| ------------- | ----------- | ----- |
|               |             |       |
| Büntetőpárbaj |             |       |
|               | 8–7         |       |

| Hjørring |

|  |

| Németország | 3–0 | Olaszország |
| ----------- | --- | ----------- |
|             |     |             |

| Frederikshavn |

### Bronzmérkőzés
|  |

| Dánia | 2–1 (h. u.) | Olaszország |
| ----- | ----------- | ----------- |
|       |             |             |

| Aalborg |

### Döntő
|  |

| Németország           | 3–1 (h. u.)     | Norvégia    |
| --------------------- | --------------- | ----------- |
| Mohr 62' 94' Neid 96' | (0–0, 1–1, 3–1) | Hegstad 54' |

| Aalborg |

| Az 1991-es női labdarúgó-Európa-bajnokság győztese |
| -------------------------------------------------- |
| NÉMETORSZÁG 2. cím                                 |